# Izquierda Unida Exterior
Izquierda Unida Exterior (IU Exterior), es la federación de Izquierda Unida para las personas con nacionalidad española residentes en el extranjero. Fue fundada el 30 de abril de 2017.  
Actualmente cuenta con asambleas en Berlín y Frankfurt (Alemania); Buenos Aires (Argentina); Bruselas (Bélgica); Lyon y Toulouse (Francia); Luxemburgo; Zúrich (Suiza) y una Asamblea Global para residentes en zonas donde no haya una asamblea de referencia cercana. Asimismo, existen agrupaciones de militantes en Estocolmo (Suecia), Dublín (Irlanda) y Leipzig (Alemania).

## Historia
Antes de la fundación oficial de IU Exterior, la militancia emigrada de Izquierda Unida se dividía en federaciones históricas por países. En abril de 2017 se cambiaría este modelo, creándose así una federación única para la emigración con el fin de organizar a la militancia de las diferentes asambleas y facilitar el trabajo conjunto entre las mismas.
En octubre de 2021 IU Exterior celebra su II Asamblea de Federación, eligiendo como portavoz y coordinadora a Nerea Fernández Cordero. Desde 2023, Luis Cortés Barbado asume la coordinación de la federación, después de que Fernández Cordero se convirtiera en Diputada de la Asamblea de Extremadura en las Elecciones Autonómicas de 2023.

## Participación en elecciones
En noviembre de 2018 la entonces coportavoz , María Martínez, pasó a ocupar el puesto número cinco en la lista de IU de cara a las Elecciones al Parlamento Europeo de 2019, siendo el anuncio de su candidatura el primero de la historia de la federación.
A su vez, Izquierda Unida Exterior estaría representada en la candidatura al Senado de España del coportavoz Eduardo Velázquez para las Elecciones Generales de ese mismo año; Jaime Martínez, entonces coordinador de IU Berlín, encabezaría la lista por Palencia en las Elecciones a las Cortes de Castilla y León de 2019 y Nerea Fernández, corresponsable de Acción Política, ocuparía un puesto en la lista de las elecciones locales de Navalmoral de la Mata.